# Campo de Altabix
Il Campo de Altabix è uno stadio di calcio situato a Elche, in Spagna. È stato costruito nel 1926 e ha una capacità di circa dodicimila spettatori. Fu utilizzato dall'Elche fino all'8 settembre 1976, giorno dell'inaugurazione dello stadio Manuel Martínez Valero.
Prende il nome dal quartiere di Elche denominato appunto Altabix. Nel campo de Altabix l'Elche ha vissuto il suo miglior periodo storico, raggiungendo in pochi anni la Primera División.